# Nigerianische Luftwaffe
Die Nigerianische Luftwaffe (englisch Nigerian Air Force, abgekürzt NAF) ist die Luftstreitmacht der Streitkräfte der Bundesrepublik Nigeria.

## Geschichte
Die formal im Januar 1964 mit technischer Unterstützung aus Deutschland gegründete Luftwaffe begann ihr Dasein als Transporteinheit mit Piloten, die in Deutschland, Kanada, Äthiopien und Indien ausgebildet worden waren. Erster Befehlshaber war von 1963 bis 1965 der deutsche Oberst Gerhard Kahtz.

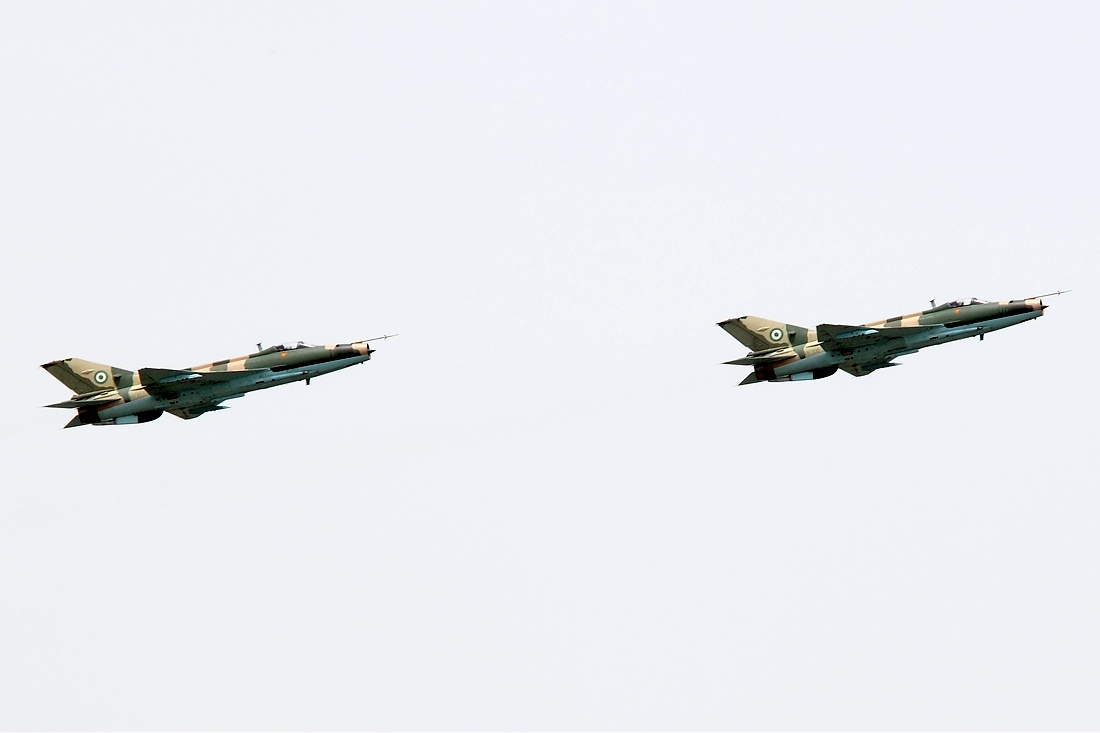
Zwei Chengdu J-7 in der Luft

Bis 1966 verfügte sie über keine Kampfkraft, dann lieferte die Sowjetunion MiG-17-Jagdflugzeuge. Anfang der 1980er Jahre wurde ein weiterer Ausbau beschlossen, der sich jedoch durch einen Militärputsch unter Muhammadu Buhari vom Dezember 1983 verzögerte. Danach wurden Fluggeräte sowohl aus östlicher als auch aus westlicher Produktion angeschafft. Die Speerspitze bildeten Ende der 1980er Jahre sowjetische MiG-21 der Versionen „MF“ und „bis“ sowie britisch-französische SEPECAT Jaguar. Für Trainingszwecke dienten außer zwei doppelsitzigen MiG-21U noch italienische MB-339A, tschechoslowakische L-39 und ab 1981/82 gelieferte Alpha Jets. Der Bestand an Drehflüglern belief sich auf 24 Bo 105C und einige Super Puma. Anfang der 1990er Jahre galt die nigerianische Luftwaffe als eine der größten und modernsten im afrikanischen Raum, jedoch nahm die Einsatzbereitschaft und Zahl der Luftfahrzeuge in den darauffolgenden Jahren stetig ab. Im Jahr 2007 hatte die Luftwaffe eine Stärke von 10.000 Mann. Sie fliegt Transportflugzeuge, Trainingsflugzeuge, Hubschrauber, Kampfhubschrauber und Kampfflugzeuge, zu denen das International Institute for Strategic Studies bemerkt, dass sie „von sehr begrenzter Operationsfähigkeit“ seien. Für 2012 war mit Belarus eine Reparaturwerkstätte im Land vereinbart worden.
Die Luftwaffe sponsert die Air Force Military School in Jos.
Nigeria hat eine Politik eingeschlagen, militärisches Training und militärische Produktionskapazitäten im Lande aufzubauen. Nigeria setzt eine strikte politische Strategie der Diversifikation militärischer Beschaffung aus verschiedenen Ländern ein.
Ende 2014 gab das pakistanische Verteidigungsministerium nach einem Besuch des nigerianischen Air Marshal Adesola Nunayon bekannt, dass Nigeria 3 Kampfflugzeuge des Types Chengdu FC-1 von Pakistan kaufen wird.
Zudem wurde mit Brasilien ein Vertrag über die Lieferung von 3 Embraer EMB 314 Erdkampfflugzeugen geschlossen. Sie werden in Kainji stationiert sowie von Pakistan 4 Mi-35M Kampfhubschrauber erworben.
2022 wurden in der Türkei 6 TAI T129 Kampfhubschrauber bestellt, 2024 wurde die Lieferung von 43 Bayraktar TB2-Drohnen bekannt gegeben.
Davon werden aber 10 TB2 von der 2023/2024 ins Leben gerufenen neuen Heeresluftwaffe betrieben.

### Aktuelle Ausrüstung

#### Flugzeuge
Stand: Ende 2020
| Luftfahrzeuge           | Herkunft                     | Verwendung                            | Version            | Aktiv          | Bestellt       | Anmerkungen    |
| Kampfflugzeuge          | Kampfflugzeuge               | Kampfflugzeuge                        | Kampfflugzeuge     | Kampfflugzeuge | Kampfflugzeuge | Kampfflugzeuge |
| ----------------------- | ---------------------------- | ------------------------------------- | ------------------ | -------------- | -------------- | -------------- |
| Alpha Jet               | Deutschland                  | Jagdbomber                            |                    | 13             |                |                |
| Embraer EMB 314         | Brasilien                    | Erdkampfflugzeug                      |                    |                | 12             |                |
| Chengdu J-7             | Volksrepublik China          | Kampfflugzeug Schulflugzeug           | F-7 FT-7           | 8 1            |                |                |
| Chengdu FC-1            | Pakistan Volksrepublik China | Mehrzweckkampfflugzeug                | JF-17              |                | 3              |                |
| Spezialflugzeuge        |                              |                                       |                    |                |                |                |
| ATR 42                  | Italien                      | Seeaufklärer                          | ATR 42 MP Surveyor | 1              |                |                |
| Beechcraft King Air     | Vereinigte Staaten           | Aufklärungsflugzeug Transportflugzeug | King Air 350       | 3 1            |                |                |
| Transportflugzeuge      |                              |                                       |                    |                |                |                |
| Lockheed C-130 Hercules | Vereinigte Staaten           | Transportflugzeug                     | C-130H             | 3              |                |                |
| Dornier 128             | Deutschland                  | Transportflugzeug                     |                    | 11             |                |                |
| Dornier 228             | Deutschland                  | Transportflugzeug                     |                    | 5              |                |                |
| Aeritalia G.222         | Italien                      | Transportflugzeug                     |                    | 1              |                |                |
| Schulflugzeuge          |                              |                                       |                    |                |                |                |
| Aero L-39 Albatros      | Tschechoslowakei             | Schulflugzeug                         |                    | 8              |                |                |
| Aermacchi MB-339        | Italien                      | Schulflugzeug                         |                    | 6              |                |                |
| Saab Safari             | Schweden                     | Schulflugzeug                         | MFI-395            | 10             |                |                |

#### Hubschrauber
Stand: Ende 2024
| Luftfahrzeuge           | Bild         | Herkunft              | Verwendung                                  | Version      | Aktiv | Bestellt | Anmerkungen |
| ----------------------- | ------------ | --------------------- | ------------------------------------------- | ------------ | ----- | -------- | ----------- |
| Mil Mi-24               |              | Sowjetunion/ Russland | Kampfhubschrauber                           | Mi-24 Mi-35  | 15    | 18       |             |
| Mil Mi-8                | Beispielbild | Sowjetunion/ Russland | Transporthubschrauber                       | Mi-17 Mi-171 | 6     | 6        |             |
| Aérospatiale AS 332     |              | Frankreich            | Transporthubschrauber                       |              | 5     |          |             |
| AgustaWestland AW139    | Beispielbild | Italien               | Mittlerer Mehrzweckhubschrauber             |              | 1     |          |             |
| Bell 412                | Beispielbild | Vereinigte Staaten    | Mehrzweckhubschrauber                       |              | 2     |          |             |
| Airbus Helicopters H135 | Beispielbild | Europäische Union     | Verbindungshubschrauber                     |              | 3     |          |             |
| AgustaWestland AW109    |              | Italien               | Transporthubschrauber Schulungshubschrauber | A109 LUH     | 4 12  |          |             |
| Mil Mi-34               | Beispielbild | Russland              | Schulungshubschrauber                       |              | 1     |          |             |

## Zwischenfälle
- Am 26. September 1992 stürzte eine Lockheed C-130H Hercules der Nigerianischen Luftwaffe (Luftfahrzeugkennzeichen NAF911) kurz nach dem Start in einen Sumpf mit Mangrovenbäumen. Unmittelbar nach dem Abheben war das Triebwerk 2 ausgefallen, kurz darauf gefolgt von einem zweiten. Die Piloten wollten in einem Kanal notwassern, es kam jedoch zu einem dritten Triebwerksausfall. Das Flugzeug stürzte 7 Kilometer westlich des Startflughafens Lagos (Nigeria) senkrecht zu Boden. Die Maschine war auf dem Weg nach Kaduna (Nigeria) und Jos. Alle 159 Insassen, 8 Besatzungsmitglieder und 151 Passagiere, kamen ums Leben; dies ist die amtliche Angabe. Es ist jedoch wahrscheinlich, dass mehr Personen an Bord waren, da keine Ladepapiere erstellt wurden. Weitere Berichte geben 163 Insassen an, andere 174 und sogar 200 Personen, da unter den Toten unidentifizierte Kinder waren ebenso wie militärisches Personal, das quasi „per Anhalter“ unterwegs war. In jedem Fall war dies der – an der Zahl der Todesopfer gemessene – schwerste Unfall einer Lockheed Hercules.[10][11][12]